# Pesn' o družbe
Pesn' o družbe (Песнь о дружбе) è un film del 1941 diretto da Sergej Ivanovič Splošnov e Iosif Šapiro.